# Ken Ryker
Ken Ryker (su verdadero nombre es Gary James Pokorney y nació el 17 de agosto de 1972 en Jeonju, Corea del Sur) es un actor pornográfico estadounidense que actuó en películas pornográficas de corte homosexual, bisexual y heterosexual. Reside actualmente en California.

## Vida y Carrera
Después de nacer en Chonju, Corea del Sur en 1972, Ken Ryker y su familia regresaron a los Estados Unidos, su país de origen, en los 80s. Mientras cursaba la secundaria en Texas comenzó a desarrollar la musculatura de su cuerpo mientras jugaba fútbol americano y básquetbol, y practicaba lucha. Tuvo una carrera en el Cuerpo de Marines de los Estados Unidos, pero ésta fue corta debido a las heridas que le causó un accidente automovilístico. En sus tempranos 20s, después de conseguir un agente que lo representara en su carrera como strípper masculino Ken comenzó a modelar para revistas gay. En 1994 empezó a actuar en películas pornos debutando en el film "New Pledgemaster", donde su personaje era un atleta universitario. El éxito obtenido por ésta y las siguientes películas fue atribuido a su apuesta apariencia física, su físico de esculturista y especialmente a la medida de su pene (11 pulgadas), lo que lo convirtió en un actor gay de gran popularidad. Declaró públicamente su bisexualidad en una entrevista a la revista Unzipped, confesando que ha mantenido relaciones tanto con hombres como con mujeres. Ha actuado en películas bisexuales y heterosexuales, las cuales deja de filmar a principios del nuevo siglo y más tarde se retira finalmente del mundo cinematográfico del porno, y comienza una nueva etapa como empresario. Su padre es un ministro cristiano bautista.
En 1995, ganó el premio como "Best Newcomer" en los premios Adult Video News Awards, y su película de 1996 The Other Side Of Aspen IV es uno de los videos gay más alquilado de todos los tiempos. Ryker también ha tenido gran éxito en películas de corte bisexual.
En 1998, ganó con Steve Harper el premio "mejor escena de dúo de sexo" en los premios Adult Erotic Gay Video Awards por su actuación en Ryker's Revenge (Men of Odyssey).
Afirma que fue llamado "The Firehose" en los vestidores de chicos durante la secundaria. Un dildo, que mide 12 pulgadas (29 cm) de largo y que tiene 2 y 1/2 pulgadas (7,5 cm) de diámetro, fue modelado en su pene. De acuerdo con sus publicistas, su pene mide 11 pulgadas de largo, haciendo de ken Ryker uno de los - si no actualmente "el" - actores mejor dotados en el negocio. 
En 2000, se radicó en Los Ángeles y comenzó a trabajar para Frixion Lube, una empresa de productos sexuales, distribuyendo sus productos.

## Videografía

### Gay
- The Backroom (Falcon Video Pac 96) con Hal Rockland, Aiden Shaw, Casey Jordan, Trent Reed, Mac Reynolds, Josh Powell, Sean Diamond, Jeff Austin y J.T. Sloan. Dirigido por John Rutherford.
- The Big River (Falcon Video Pac 97) con Christian Fox, Scott Baldwin, Chad Knight, Mike Lamas, Steve Marks, Mike Nichols, y Drew Nolan. Dirigido por John Rutherford.
- Jet Set Direct: Take One con Brad Benton, Brandon, Cody Cash, Paolo Cortez, Tag Eriksson, Marcus Iron, Buck McCall. Dirigido por Bud Light (a.k.a. Wash West), Gino Colbert, Michael Zen y Thor Stephans (a.k.a. Peter Goesinya).
- The Matinee Idol con Christian Fox, Vince Rockland, Jake Andrews, Sean Diamond, Hank Hightower, Vic Hall, Chad Conners, Rob Cryston, Gio Romano y Jim Bentley.
- New Pledgemaster (Jocks Video Pac 65, 1994) con Aiden Shaw, Devyn Foster, Eric Marx, Dave Logan, Casey Jordan, J.T. Sloan, Alec Powers, Eric Marx, y Peter Bishop. Dirigido por Chi Chi LaRue.
- Other Side of Aspen IV - The Rescue con Johnny Hanson, Erik Stone, Chad Knight, Kevin Dean, Carl Erik, Trent Reed, Jake Andrews, Steve Marks, Jeff Michaels, Max Grande, Cliff Parker, Steve Alden, Tom Steele, Daryl Brock, Andrew Cole, Byrce Colby, Jackson Phillips, John Ferage, y Wayne Montgomery.
- The Renegade (Falcon Video Pac 101) con Hal Rockland, Kevin Wolf, Trent Reed, Matt Bradshaw, Todd Stevens, Chris Ramsey y Joe Kent. Dirigido por John Rutherford.
- The Ryker Files con York Powers, David Thompson, J.T. Sloan, Matt Easton, Jordan Young y Sam Crockett.
- Ryker's Money Shot (Ken Ryker Films) con Jason Hawke, Toby O'Connor, Brad Benton, Ben Damon, Bobby Brennon, Alex Leon y Chip Noll.
- Ryker's Revenge Logan Reed, Tony Donovan, Zachary Scott, Chad Donovan, Brett Ford, Gabriel & Oscar, Ricky Starr, Steve Harper, Dean O'Connor y Joey Hart.
- Ryker's Web (Ken Ryker Films) con Anthony Holloway, Rocky, Rhett O'Hara, Chris Taylor, Drew Larson, Johnny West, Tom Katt, Tino López, Trent Atkins, Ian Gabriel y Billy Herrington en un rol no sexual. Dirigido por Wash West.

### Heterosexual
- Raw (2001) con Jeff Stryker, Nicole Monroe, y RoseAnn.
- Deep Inside Nicole Sheridan (Vivid Video, 2003) con Aspen Reign, Devon, Dru Berrymore, Mercedez, Micole Sheridan, Savanna Samson, Tasha Hunter, Voodoo.
- Woman Under Glass (Vivid Video, 2003) con Dru Berrymore, Lee Stone, Manuel Ferrara, Mario Rossi, Michelle Michaels, Nicole Sheridan, Randy Spears, Savanna Samson, Taya. Dirigido por Chi Chi Larue.
- Naked Hollywood 9 : The Odd Couple (2001)

### Bisexual
- Mass Appeal (Men of Odyssey) con T.J.Hart, Jon Eric y Lauren Montgomery.
- Mass Appeal 2 (Men of Odyssey) con Jake Armstrong, Cameron Sage, Troy Halston, Jason McCain, Jordan Haze, Keri Windsor y Holly Halston.

- Datos: Q527558